# Stella LeSaint

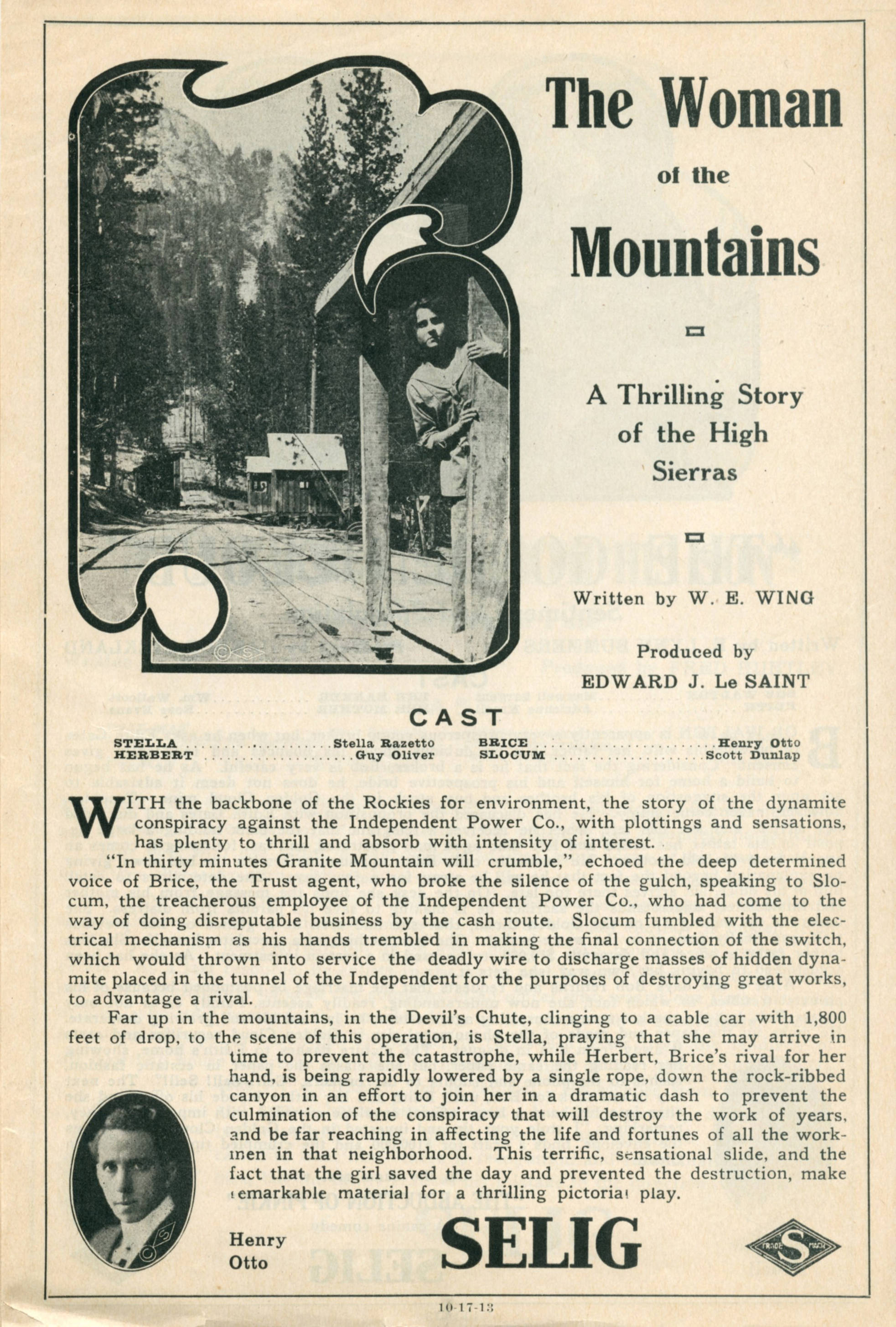
Publicidad de The Woman of the Mountains (1913)

Stella LeSaint (17 de diciembre de 1881 – 21 de septiembre de 1948)fue una actriz cinematográfica estadounidense, activa principalmente en la época del cine mudo. 

## Biografía
Su verdadero nombre era Stella Razetto, y nació en San Diego, California. 
Inició su carrera artística como actriz teatral para la compañía Florence Roberts en San Francisco (California). Más adelante trabajó como artista de vodevil en la ciudad de Nueva York, formando el grupo teatral "Stella Razeto and Company". Sin embargo, y por causas médicas, hubo de dejar el escenario durante un tiempo, formando parte posteriormente de la Majestic Company, para la cual actuó varios meses junto a Mabel Trunnelle y Herbert Prior una pareja de actores que habían trabajado para los Edison Studios.
Después pasó a la Selig Polyscope Company, productora en la que conoció y trabajó con el que sería su futuro marido, el actor y director cinematográfico Edward LeSaint. Ambos se casaron el 25 de diciembre de 1913, permaneciendo juntos hasta la muerte de su marido, ocurrida en 1940. 
En la gran pantalla tuvo la oportunidad de actuar junto a William Garwood en filmes como Lord John in New York. A lo largo de su carrera, la actriz rodó unas cien producciones. Se retiró de la pantalla en 1917, aunque en 1934 volvió a la actuación haciendo papeles de reparto. El último film en el que participó fue The Undercover Man, protagonizado por Glenn Ford y estrenado en 1949, cuando la actriz ya había fallecido. 
Stella LeSaint murió el 21 de septiembre de 1948 en Malibú, California. Fue enterrada en el Cementerio Hollywood Forever, en Los Ángeles.

## Filmografía

### 1913
- A Western Romance, de Lem B. Parker
- The Reformation of Dad, de Lem B. Parker
- The Spell of the Primeval, de Edward LeSaint
- The False Friend, de Edward LeSaint
- The Woman of the Mountains, de Edward LeSaint
- Big Jim of the Sierras, de Edward LeSaint
- The Dangling Noose, de Edward LeSaint
- Between the Rifle Sights, de Edward LeSaint
- Outwitted by Billy, de Edward LeSaint
- The Supreme Moment, de Edward LeSaint
- Northern Hearts, de Edward LeSaint
- The Lure of the Road, de Edward LeSaint
- His Sister, de Edward LeSaint

### 1914
- Unto the Third and Fourth Generation, de Edward LeSaint
- A Splendid Sacrifice, de Edward LeSaint
- The Heart of Maggie Malone, de Edward LeSaint
- The Mistress of His House, de Edward LeSaint
- Memories, de Edward LeSaint
- The Girl Behind the Barrier
- The Rummage Sale, de Edward LeSaint
- Judge Dunn's Decision
- Footprints, de Edward LeSaint
- The Reporter on the Case
- The Sealed Oasis
- Who Killed George Graves?
- A Typographical Error
- The Man in Black
- Ye Vengeful Vagabonds
- The Reparation
- The Blue Flame
- The Wasp, de Edward LeSaint
- 'C D' - A Civil War Tale
- Peggy, of Primrose Lane
- The Broken 'X'
- The Fates and Ryan
- One Traveler Returns, de Edward LeSaint

### 1915
- His Father's Rifle, de Edward J. Le Saint
- The Strange Case of Princess Khan
- The Richest Girl in the World
- The Spirit of the Violin
- The Passer-By, de Edward LeSaint
- The Black Diamond
- The Lady of the Cyclamen
- Retribution
- Ashes of Gold
- The Poetic Justice of Omar Kham
- The Blood Yoke
- The Fortunes of Mariana
- The Shadow and the Shade
- The Unfinished Portrait
- The Face in the Mirror
- The Clause in the Constitution
- The Circular Staircase, de Edward LeSaint
- The Long Chance
- The Supreme Test, de Edward LeSaint
- Lord John's Journal
- Lord John in New York
- The Little Upstart

### 1916
- The Grey Sisterhood
- Three Fingered Jenny
- The Eye of Horus
- The League of the Future
- The Voice of the Tempter
- The Purple Maze
- The Three Godfathers, de Edward LeSaint
- The Jackals of a Great City

### 1917
- Out of the Wreck

### 1934
- Jealousy
- Mills of the Gods

### 1935
- Party Wire
- Atlantic Adventure

### 1936
- Ants in the Pantry
- El secreto de vivir, de Frank Capra (1936)

### 1937
- Maid of Salem

### 1938
- You Can't Take It with You, de Frank Capra (1938)
- A Nag in the Bag

### 1939
- TheTaming of the West

### Década de 1940
- A Night at Earl Carroll's
- Meet the Chump
- The Wife Takes a Flyer, de Richard Wallace (1942)
- Red River Robin Hood
- The Fallen Sparrow
- There's Something About a Soldier
- Swing Out the Blues
- Heavenly Days
- To Each His Own
- Crime Doctor's Man Hunt, de William Castle (1946)
- The Perils of Pauline, de George Marshall (1947)
- Joan of Arc, de Victor Fleming (1948)
- The Undercover Man, de Joseph Lewis (1949)